# Аксентије Бацетовић
Аксентије Бацетић (27. фебруар 1860 — 16. јун 1905), познат као Бацета Рујанац, био је српски обавештајац у Бугарској, Аустроугарској и Турској и четнички војвода у Старој Србији и Македонији почетком 20. века.

## Биографија
Као младић улази у редове Народне радикалне странке. Учествује у Тимочкој буни 1882, након које бежи у Бугарску. Из Бугарске одлази у Русију где се уписује у подофицирску школу где постаје јункер. Враћа се у Србију где му се признаје подофицирски чин. 
По задатку као обавештајац одлази у Бугарску где ради као обавештајац. Године 1885. у Српско-бугарском рату даје српској команди податке о распореду бугарских трупа. Проваљен је и осуђен на смрт али је током преговора о миру на инсистирање српске стране осуђен на 101. годину робије. Успева да побегне са робије и враћа се у Србију, где добија посао обавештајца у Аустроугарској. Бива оптужен да је бугарски шпијун и бива истеран из службе.
По Мајском преврату почиње да се бави старим занатом у Старој Србији и Македонији. Гради мрежу четничких одбора и води чету у својству команданта свих чета 1904/1905. Као четнички војвода учествује у борби на Челопеку 1905. Услед јаких турских потера бива опкољен са Чича Павлом Младеновићем код села Бељаковце (Борба на Бељаковцу), па он и Павле и њихове чете херојски гину код истог села 16. јуна 1905.